# Frances McBroom Thompson
Frances Ann McBroom Thompson (Brownwood, Texas, 25 de outubro de 1942 – 23 de abril de 2014) foi uma matemática estadunidense, autora de livros didáticos que se tornou professora na Texas Woman's University.

## Formação
Frequentou a Brownwood High School, com graduação cum laude após três anos de estudo na Abilene Christian University em 1963. Obteve um mestrado em matemática na Universidade do Texas em Austin em 1967, e completou um doutorado em educação matemática na Universidade da Geórgia em 1973.
Lecionou matemática no ensino fundamental e médio, e se juntou ao corpo docente da Texas Woman's University por volta de 1983, aposentando-se como professora titular em 2009. Trabalhou em programas estaduais para melhorar a formação de professores no Texas e serviu como um avaliadora do National Council of Teachers of Mathematics. Além de ensinar matemática, foi uma professora frequente de aulas de escola bíblica através de sua igreja.
Morreu vitimada por câncer em 23 de abril de 2014.

## Livros
Thompson foi autora de vários livros sobre matemática e estudo da Bíblia, incluindo:
- Five-Minute Challenges for Secondary School (Activity Resources, 1988)[3]
- More Five-Minute Challenges for Secondary School (Activity Resources, 1992)[4]
- Hands-On Algebra! Ready-to-Use Games and Activities for Grades 7—12 (Prentice-Hall, 1998)[5]
- Ready-to-Use Math Proficiency Lessons & Activities (Wiley, 2003)[6]
- Math Essentials: Lessons and Activities for Test Preparation (Wiley, 2005)[7]